# 小石桥彝族乡
小石桥彝族乡是中华人民共和国云南省玉溪市红塔区下辖的一个民族乡。

## 行政区划
小石桥彝族乡下辖以下村级行政区划单位：
小石桥村、响水村和玉苗村。